# Giuliano
Giuliano, właśc. Giuliano Victor de Paula (ur. 31 maja 1990 w Kurytybie) – brazylijski piłkarz, grający na pozycji pomocnika w tureckim klubie İstanbul Başakşehir, reprezentant Brazylii.

## Kariera piłkarska

### Kariera klubowa
Wychowanek klubu Paraná Clube, w którym rozpoczął karierę piłkarską. W 2009 przeszedł do Internacionalu. W styczniu 2011 przeniósł się za ocean do Dnipra Dniepropetrowsk. Według niektórych danych transfer zawodnika kosztował Dnipro 11 mln euro. W czerwcu 2014 powrócił do ojczyzny i podpisał 4 letni kontrakt z Grêmio Porto Alegre. 26 lipca 2016 roku Giuliano został za 7 milionów Euro piłkarzem Zenitu Petersburg. W ciągu jednego sezonu rozegranego w barwach rosyjskiego klubu Giuliano z ośmioma bramkami został królem strzelców Ligi Europy UEFA 2016/2017. Po zakończeniu sezonu 27-letni wówczas Brazylijczyk postanowił odejść do tureckiego Fenerbahçe SK. Po zaledwie jednym sezonie Fenerbahçe miało problemy ze spełnieniem wymogów finansowego Fair Play w związku z tym Giuliano został sprzedany za ponad 10 milionów Euro do saudyjskiego An-Nassr. W sezonie 2018/2019 został mistrzem Arabii Saudyjskiej występując w 30 meczach w których zdobył 8 bramek. W kolejnym sezonie An-Nassr zajęło drugie miejsce, jednak doszło aż do półfinału w Lidze Mistrzów AFC. 5 października 2020 dwa dni po odpadnięciu z Ligi Mistrzów ogłoszono powrót Giuliano do Turcji, a konkretnie do İstanbul Başakşehir.

### Kariera reprezentacyjna
W 2009 został powołany do reprezentacji młodzieżowej, a wcześniej bronił barw juniorskiej. W narodowej reprezentacji Brazylii zadebiutował 7 października 2010 przeciwko Iranowi.

## Sukcesy

### Klubowe
- zdobywca Copa Libertadores: 2010
- mistrz Campeonato Gaúcho: 2010
- wicemistrz Brazylii: 2010
- wicemistrz Ukrainy: 2014
- finalista Pucharu Brazylii: 2010
- zdobywca Copa Suruga Bank: 2010
- mistrz Saudi Professional League: 2018/19

### Reprezentacyjne
- mistrz Ameryki Południowej U-20: 2009
- wicemistrz Świata U-20: 2009

### Indywidualne
- Król strzelców Ligi Europy UEFA: 2016/2017 (8 goli)[a]
- Najlepszy piłkarz Copa Libertadores: 2010